# ブライデンバッハ
ブライデンバッハ (ドイツ語: Breidenbach) は、ドイツ連邦共和国ヘッセン州マールブルク＝ビーデンコプフ郡西部の町村（以下、本項では便宜上「町」と記述する）である。この町は、その首邑である最大集落の名前を採って町名としている。この首邑は913年に初めて文献に記録されており、この地域の最も古い村落の1つである。

## 地理

### 隣接する市町村
ブライデンバッハは、北はビーデンコプフ、東はダウトフェタール、南はシュテッフェンベルク（以上、3市町村はいずれもマールブルク＝ビーデンコプフ郡）、西はエッシェンブルクおよびディーツヘルツタール（ともにラーン＝ディル郡）、バート・ラースフェ（ノルトライン＝ヴェストファーレン州ジーゲン＝ヴィトゲンシュタイン郡）と境を接している。

### 自治体の構成
この町は以下の地区からなる。アーヒェンバッハ、ブライデンバッハ、クライングラーデンバッハ、ニーダーディーテン、オーバーディーテン、ヴィーゼンバッハ、ヴォルツハウゼン。

## 行政

### 議会
ブライデンバッハの町議会は 27議席からなる。

### 首長
クリストフ・フェルクル (SPD) は2012年10月28日の選挙で 61 % の票を獲得して市長に選出された。

### 紋章
1974年の町村合併前の旧ブライデンバッハの紋章が合併後のブライデンバッハ町の紋章としても使われている。
図柄: 白地に幅広の逆斜め波帯。その中に金の2重のヴォルフスアイゼン（図案化されたオオカミ用の罠）が描かれている。

## 文化と見所

### スポーツ
ブライデンバッハには多くのスポーツ施設があり、首邑には 3 面のグラウンドがある。これは通常無料で自由に利用することが可能である。また同じく首邑には 2 つの体育館と 1 つの小体育館、ペルフタールハレがあり、各地区には少なくともボルツプラッツまたはサッカー場がある。ニーダーディーテン地区には屋外プールが、クライングラーデンバッハ地区にはスキーリフトを備えたスキーゲレンデがあり、この町はレジャーに魅力的な町である。

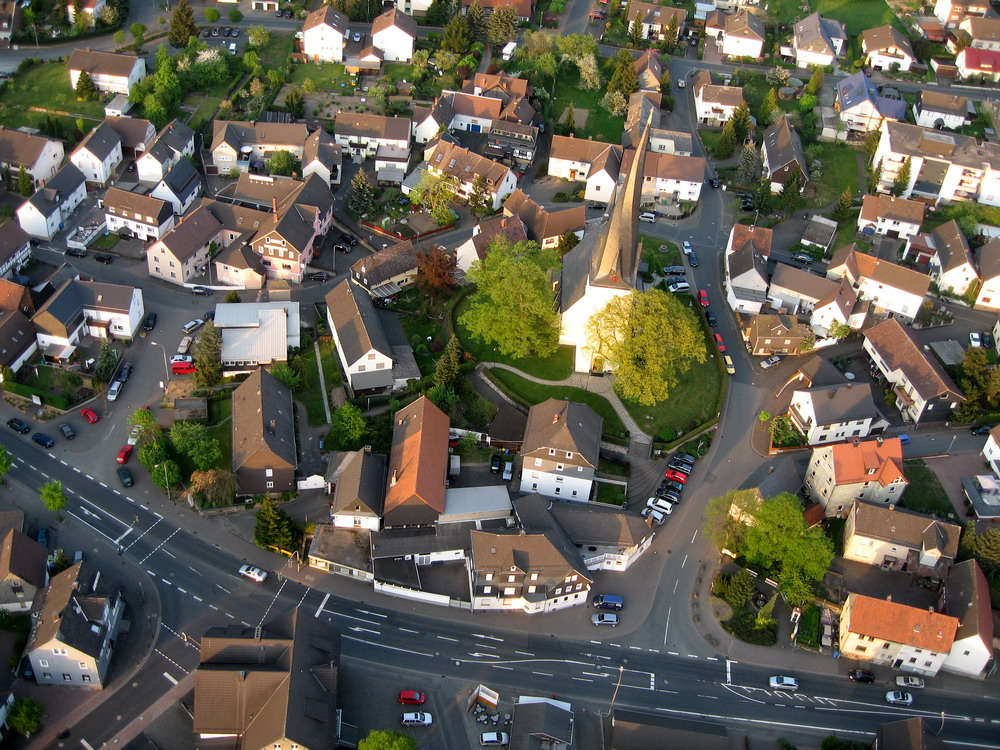
ブライデンバッハのプロテスタント教区教会

### 建造物
- ブライデンバッハ地区のプロテスタント教区教会: 四角い内陣と西塔を有する 13世紀のホール式教会。西塔は、後期ゴシック様式の高い尖塔屋根を戴いている。
- アーヒェンバッハ地区のプロテスタント教会: 方形屋根と、屋根の上に小塔を戴く1769年建造の八角形の建築である。

## 経済と社会資本

### ショッピング
首邑のブライデンバッハ地区は、よく発達した工業地区である。ショッピングや余暇のための多くの施設により、ブライデンバッハはこの町およびその周辺集落の中心となっている。

### 工業
ブライデンバッハには大きな工業地区（西工業地区）があり、たとえばヴェーバー・マシーネンバウ、クリストマン&プファイファー、ボデラウスのブレーキ工場といった成功した企業が立地している。オーバーディーテンに新しい産業地区「アウフ・デム・エーバーバッハ」が造られている。首邑のブライデンバッハでは 2,600 人を超える被雇用者が働いている。

### 交通
ブライデンバッハは、RMVの公共旅客交通網で結ばれている。以下の路線がある。
- 491系統: ディレンブルク - ニーダーアイゼンハウゼン - ビーデンコプフ
- MR-52: ビーデンコプフ - フリーデンスドルフ - ニーダーアイゼンハウゼン - ビーデンコプフ

### 教育
- ブライデンバッハ地区: 基礎課程学校、フェルダーシュトゥーフェ（基礎課程学校から本課程学校、実科学校、ギムナジウムなどへの進学を選択するためのオリエンテーション期間）、本課程学校
- オーバーディーテン地区: 基礎課程学校
- ヴォルツハウゼン地区: 基礎課程学校

## 引用
1. ↑  Hessisches Statistisches Landesamt: Bevölkerung in Hessen am 31.12.2023 (Landkreise, kreisfreie Städte und Gemeinden, Einwohnerzahlen auf Grundlage des Zensus 2011)]
2. ↑  2011年3月27日の町議会議員選挙結果 ヘッセン州統計局（2012年5月21日 閲覧）
3. ↑  “Bürgermeisterwahl in Breidenbach am 28.10.2012”. 2021年10月12日閲覧。
4. ↑  ライン＝マイン交通連盟（2012年5月21日 閲覧）